# Michael Zeuske
Michael Max Paul Zeuske (* 6. Juli 1952 in Halle (Saale)) ist ein deutscher Historiker und Senior-Professor am Center for Dependency and Slavery Studies der Universität Bonn. Zuvor war er von 1993 bis 2018 Professor für iberische und lateinamerikanische Geschichte an der Universität Köln. Er hat insbesondere zur Geschichte Kubas, Venezuelas und des transatlantischen Sklavenhandels publiziert.

## Leben und Wirken
Michael Zeuske ist Sohn von Max Zeuske (1927–2001), einem Rostocker Historiker und Professor für lateinamerikanische und karibische Geschichte. Ab 1963 lebte er mit seinen Eltern für zwei Jahre in Kuba. Sein Vater war dort als Berater im Bildungswesen tätig. Dort lernte Zeuske Kubaspanisch und erlebte in Havanna die Aufbruchstimmung nach der Kubanischen Revolution und sympathisierte mit ihren Idealen. Das spätere Kuba in den 1970er und 1980er Jahren nannte Zeuske nicht mehr als „eine Art tropische DDR“.
Nach der Berufsausbildung mit Abitur als Agrotechniker in Neuenhagen bei Berlin studierte Zeuske 1976–1980 an der Karl-Marx-Universität Leipzig Philosophie und Geschichte mit Schwerpunkt der Geschichte Spaniens und Lateinamerikas. Dort wurde er 1984 bei Manfred Kossok mit einer Arbeit zur „heroischen Illusion“ bei Simón Bolívar während des Venezolanischen Unabhängigkeitskampfes (1815–1826) zum Dr. phil. promoviert wurde. Da Venezuela als nichtsozialistisches Ausland galt, konnte er für seine Studien nur nach Kuba reisen. Mit einer Schrift über Simón Bolívar und die Hegemonie in der Unabhängigkeitsbewegung Spanisch-Amerikas schloss er 1990 ebenfalls in Leipzig die Promotion B zum Dr. sc. phil. ab, die nach der deutschen Wiedervereinigung als Habilitation anerkannt wurde. 
Von 1992 bis 1993 war er Professor für Vergleichende Geschichte/Ibero-Amerika an der Universität Leipzig. 1993 wurde er auf einen Lehrstuhl für Iberische und Lateinamerikanische Geschichte an der Universität zu Köln berufen. Diesen hatte er bis Februar 2018 inne, als er in den Ruhestand trat.
Zeuske war mehrfach Visiting Fellow an Universitäten in den USA (Indiana, Bloomington, Yale, New Haven, Michigan, Ann Arbor) und führte seit 1993 umfangreiche Feldforschungen zur Geschichte der Sklaven auf Kuba und in Venezuela durch. Er ist Spezialist für die Geschichte Lateinamerikas, die Geschichte des Atlantiks, die Geschichte der Sklaven und der Sklavenhändler sowie die Geschichte Kubas, Venezuelas und der Karibik. Seit 2005 forscht Zeuske zu atlantischem Sklavenhandel und Menschenschmuggel sowie Sklavenschiffen (La Amistad) im 19. Jahrhundert. Michael Zeuske war von September bis Dezember 2015 als Fellow des Chinesisch-Deutschen Wissenschaftsforums an der BeiDa Uni (Peking University) in Peking und Macau tätig. Er ist Mitglied der Leibniz-Sozietät zu Berlin.
Zeuskes Buch „Kuba im 21. Jahrhundert“ (2012) wurde vom Publizisten und Lateinamerikaexperten Peter B. Schumann kritisiert. Schumann wies im Deutschlandfunk auf Defizite hinsichtlich der Beachtung der innerkubanischen Opposition hin. Zeuske erwähne sie trotz der Klarstellung, dass das kubanische Revolutionsregime von Anfang an auf gewaltsame Unterdrückung der oppositionellen Kräfte gesetzt habe, nur am Rande.
Im Juni 2020 erregte Zeuske mit einem Interview zur Black-Lives-Matter-Bewegung auf Deutschlandfunk Kultur Aufsehen. Zeuske forderte darin eine kritische Auseinandersetzung mit dem Erbe des deutschen Philosophen Immanuel Kant, der in seinen anthropologischen Schriften den europäischen Rassismus mitbegründet habe. Jan Küveler kritisierte die Äußerung in der Welt unter der auf Kants Schriften anspielenden Überschrift „Kritik der politisch korrekten Vernunft“.

## Publikationen (Auswahl)
- Idee und Interesse in der Independencia. Zur heroischen Illusion Simón Bolivars 1815–1826. Dissertation, Universität Leipzig, 1984.
- Kolonie, Reform und Revolution. Vom „bourbonischen Jahrhundert“ in Spanisch-Amerika zur Unabhängigkeit Lateinamerikas. Simón Bolívar und die Formierung der kreolischen Hegemonie in der Independencia Venezuelas. Habilitationsschrift, Universität Leipzig, 1992.
- Francisco de Miranda und die Entdeckung Europas. Eine Biographie. Lit, Hamburg/Münster 1995, ISBN 3-89473-860-X.
- (mit Max Zeuske) Kuba 1492–1902. Kolonialgeschichte, Unabhängigkeitskriege und erste Okkupation durch die USA. Leipziger Universitätsverlag, Leipzig 1998, ISBN 3-931922-83-9.
- Kleine Geschichte Kubas. 4., überarb. und aktual. Aufl., C. H. Beck, München 2016 [2000], ISBN 978-3-406-69699-2.
- Insel der Extreme. Kuba im 20. und 21. Jahrhundert. 3. Auflage, Rotpunktverlag, Zürich 2017 [2000], ISBN 978-3-85869-728-8.
- Sklavereien, Emanzipationen und atlantische Weltgeschichte. Essays über Mikrogeschichten, Sklaven, Globalisierungen und Rassismus (= Arbeitsberichte des Instituts für Kultur und Universalgeschichte Leipzig e. V. Bd. 6). Leipziger Universitätsverlag, Leipzig 2002, ISBN 3-936522-10-3.
- Schwarze Karibik. Sklaven, Sklavereikulturen und Emanzipation. Rotpunktverlag, Zürich 2004, ISBN 3-85869-272-7 (Rezension).
- Francisco de Miranda y la modernidad en América. Fundación Mapfre Tavera/Secretaría de Cooperación Iberoaméricana, Madrid 2004, ISBN 84-8479-047-9.
- Sklaven und Sklaverei in den Welten des Atlantiks, 1400–1940. Umrisse, Anfänge, Akteure, Vergleichsfelder und Bibliografien (= Sklaverei und Postemanzipation. Bd. 1). Lit, Münster (u. a.) 2006, ISBN 3-8258-7840-6
- Kleine Geschichte Venezuelas. Beck, München 2007, ISBN 978-3-406-54772-0.
- Von Bolívar zu Chávez. Die Geschichte Venezuelas. Rotpunktverlag, Zürich 2008, ISBN 3-85869-313-8 (Rezension).
- Simón Bolívar, Befreier Südamerikas. Geschichte und Mythos. Rotbuch, Berlin 2011, ISBN 978-3-86789-143-1 (Rezension: Dunkler, mestizischer, revolutionärer; Rezension).
  - Simón Bolívar. History and Myth. Markus Wiener Publishers, Princeton 2012, ISBN 978-1-55876-568-9 (erweiterte Übersetzung).
- Kuba im 21. Jahrhundert. Revolution und Reform auf der Insel der Extreme. Rotbuch, Berlin 2012, ISBN 978-3-86789-151-6 (Rezension).
- Die Geschichte der Amistad. Sklavenhandel und Menschenschmuggel auf dem Atlantik im 19. Jahrhundert. Philipp Reclam, Ditzingen 2012, ISBN 978-3-15-020267-8.
  - Amistad. A Hidden Network of Slavers and Merchants. Translated by Rendall, Steven. Markus Wiener Publishers, Princeton 2014, ISBN 978-1-55876-593-1 (erweiterte Übersetzung; siehe Rezension: Charlotte A. Cosner In: American Historical Review. Band 121, Nr. 1, Februar 2016, S. 207–208).
- (mit García Martínez, Orlando) La sublevación esclava en la goleta Amistad: Ramón Ferrer y las redes de contrabando en el mundo Atlántico. Ediciones UNIÓN, La Habana 2013, ISBN 978-959-308-110-8.
- Handbuch Geschichte der Sklaverei. Eine Globalgeschichte von den Anfängen bis heute. 2 Bände, stark überarbeitete und erweiterte 2. Auflage, De Gruyter, New York / Berlin 2019 [2013], ISBN 978-3-11-055884-5.
- Sklavenhändler, Negreros und Atlantikkreolen. Eine Weltgeschichte des Sklavenhandels im atlantischen Raum. De Gruyter Oldenbourg, Berlin/Boston 2015, ISBN 978-3-11-042672-4.
- Sklaverei. Eine Menschheitsgeschichte. Von der Steinzeit bis heute. Reclam, Stuttgart 2018 (Übersetzung ins Spanische unter dem Titel: Esclavitud. Un historia de la humanidad. Katakrak, Pamplona 2018); Paperback, 2. überarbeitete und erheblich erweiterte Auflage, Reclam, Stuttgart 2021.
- mit Stephan Conermann (Hrsg.): The Slavery/Capitalism Debate Global. From „Capitalism and Slavery“ to Slavery as Capitalism (= Comparativ. Zeitschrift für Globalgeschichte und Vergleichende Gesellschaftsforschung. Band 30, Nr. 5/6, 2020).
- (Hrsg.) Alexander von Humboldt: Diario Habana 1804. El diario original de Humboldt, escrito en La Habana (= Ediciones Bachiller.). Biblioteca Nacional de Cuba, La Habana 2021 (https://bnjm.cu/?secc=noticias&idNews=3716&titulo=disponible-para-descarga-el-libro-diario-habana-1804-de-alexander-von-humboldt Online-Hinweis).
- Afrika – Atlantik – Amerika. Sklaverei und Sklavenhandel in Afrika, auf dem Atlantik und in den Amerikas sowie in Europa (= Dependency and Slavery Studies. Band 2). De Gruyter, Berlin/Boston 2022.